# Eurytoma arguta
Eurytoma arguta är en stekelart som beskrevs av Zerova 1995. Eurytoma arguta ingår i släktet Eurytoma och familjen kragglanssteklar. Inga underarter finns listade i Catalogue of Life.